# 崔允 (代州)
崔允（1486年—？年），字懋言，山西太原府代州民籍，大同府懷仁縣人，明朝政治人物。

## 生平
正德五年（1510年）庚午科山西鄉試第75名舉人，年三十八歲中式嘉靖二年（1523年）癸未科會試第六十二名，第二甲第六十七名進士。授刑部主事，历刑部郎中，嘉靖中任四川順慶府知府。改苏州府知府，十二年（1533年）七月升陕西按察司副使，管理屯田事务，仕至山东參政。

## 家族
曾祖崔璟，贈京山侯。祖崔震，总兵官，贈京山侯。父崔儒，兵馬副指挥，贈承事郎，加赠京山侯。母劉氏，封孺人，赠京山侯夫人。兄崔元（奉天衛指挥、推誠宣力武臣、特进榮禄大夫柱國駙馬都尉京山侯），嫂永康公主。弟崔充（正德八年解元、贡士）、崔光、崔堯、崔兑、崔宽、崔克、崔亢、崔况、崔見、崔冕、崔覺。